# Mount Kennedy
Der Mount Kennedy ist ein 4238 m hoher Gipfel der Eliaskette im Kluane-Nationalpark im kanadischen Territorium Yukon. Der Gipfel wurde im Januar 1965 von der kanadischen Regierung nach dem US-Präsidenten John F. Kennedy benannt.
Der Mount Kennedy wird durch einen 3880 m hohen Sattel vom 5,94 km westlich gelegenen Mount Alverstone (4420 m) getrennt. Nördlich unterhalb des Gipfels befindet sich der Kennedy-Gletscher, ein Nebengletscher des Dusty-Gletscher. Die Südwestflanke wird vom Cathedral-Gletscher entwässert. Die Südostflanke wird zum Lowell-Gletscher hin entwässert.

## Besteigungsgeschichte
Der Gipfel wurde am 24. März 1965 durch Senator Robert F. Kennedy, Bruder des ermordeten US-Präsidenten, in Begleitung erfahrener Alpinisten über eine technisch unschwierige Route vom Cathedral-Gletscher aus erstbestiegen. Die weiteren Expeditionsteilnehmer waren James Whittaker, Barry W. Prather, James Craig, William Allard, Dee Molenaar, George R. Senner und Bill Prater. Auf dem Gipfel wurden mehrere persönliche Gegenstände in Gedenken an John F. Kennedy abgelegt.